# Jozef Straka
Jozef Straka (* 19. března 1941) je bývalý československý basketbalista,  bronzový medailista z československé basketbalové ligy 1963.
V československé basketbalové lize hrál za kluby Lokomotíva Prešov a Iskra Svit, s nímž získal bronzovou medaili za třetí místo v roce 1963 a tři čtvrtá místa. Celkem odehrál 16 ligových sezón (1962–1978) a v československé lize zaznamenal 4996 bodů (26. místo v tabulce střelců). 
S týmem Iskra Svit startoval v Poháru vítězů pohárů 1970, v osmifinále byli vyřazeni belgickým BC Standard Lutych.

## Hráčská kariéra

### Kluby
- 1962-1964 BK Iskra Svit - 3. místo (1963), 4. místo (1964)
- 1964-1966 Lokomotíva Prešov - 10. místo (1964), 14. místo (1965)
- 1966-1979 BK Iskra Svit: 2x 4. místo (1967, 1969), 2x 6. místo (1968, 1972), 7. místo (1976), 2x 8. místo (1970, 1971), 3x 9. místo (1975, 1977, 1978), 2x 11. místo (1973, 1979)
- Československá basketbalová liga celkem 16 sezón (1962-1978), 4996 bodů a jedno medailové umístění - 3. místo (1963)

Evropské poháry klubů
- Iskra Svit - Pohár vítězů pohárů - 1969-70 2 zápasy, osmifinále: Standard BC Lutych, Belgie (72-81, 67-101)